# Paweł Nguyễn Văn Mỹ
Paweł Nguyễn Văn Mỹ (wiet. Phaolô Nguyễn Văn Mỹ) (ur. ok. 1798 r. w Kẻ Non, prowincja Hà Nam w Wietnamie – zm. 18 grudnia 1838 r. w Sơn Tây w Wietnamie) – katechista, męczennik, święty Kościoła katolickiego.
Paweł Nguyễn Văn Mỹ w wieku 19 lat rozpoczął naukę w seminarium w Kẻ Vĩnh. Nie został jednak księdzem tylko katechistą. Przydzielono go do pomocy ojcu Marette. Po pewnym czasie biskup Havard wyznaczył go na pomocnika księdza Jana Cornay w parafii Bầu Nọ. Został aresztowany razem z katechistami Piotrem Trương Văn Đường i Piotrem Vũ Văn Truật. Stracono ich 18 grudnia 1838 r.
Dzień wspomnienia: 24 listopada w grupie 117 męczenników wietnamskich.
Beatyfikowany 27 maja 1900 r. przez Leona XIII. Kanonizowany przez Jana Pawła II 19 czerwca 1988 r. w grupie 117 męczenników wietnamskich.